# Indre Ringvej (Fredericia)
 For alternative betydninger, se Indre Ringvej. (Se også artikler, som begynder med Indre Ringvej)
Indre Ringvej er en gade i Fredericia. Den er ca. 3,8 km lang og fungerer som ringvej i byen. 
Gaden tager sin begyndelse i krydset med Holstensvej nær havnen og går i nordlig retning. Her går den under først en jernbanebro, der fører havnebanen til Fredericia Station, og herefter en vejbro, som fører Prangervej over vejen. Kort efter mødes Jernbanegade i et lyskryds og dernæst Vesterbrogade. Vejen fortsætter i en stor bue hvor den drejer mod nordøst, passerer Nørrebrogade og Egeskovvej, hvorefter den går direkte øst ca. 1,6 km inden den møder Fælledvej tæt ved Lillebælt.
På vejen passeres forbi Fredericia Gymnasium og Christianskirken.
|  | Denne artikel om en bygning eller et bygningsværk kan blive bedre, hvis der indsættes et (bedre) billede. Du kan hjælpe ved at afsøge Wikimedia Commons for et passende billede eller lægge et op på Wikimedia Commons med en af de tilladte licenser og indsætte det i artiklen. |

55°34′29.46″N 9°44′43.7″Ø / 55.5748500°N 9.745472°Ø